# Marthe Robert
Marthe Robert (n. 25 martie 1914, Paris, Île-de-France, Franța – d. 12 aprilie 1996, Paris, Île-de-France, Franța) a fost un critic literar francez.
Cunoscută pentru lectura psihanalitică a literaturii (Roman des origines et origines du roman, 1972) și pentru traducerile operelor unor autori de limba germană – în special Goethe, frații Grimm, Nietzsche, Freud, Robert Walser și Franz Kafka -, ea este considerată unul dintre cei mai eminenți specialiști în opera lui Kafka.

## Biografie
După ce a decis să învețe limba germană sub influența tatălui ei, un luptător în Primul Război Mondial care devenise militant pentru pace, Marthe Robert a urmat studii la Sorbona și apoi la Universitatea Johann Wolfgang Goethe din Frankfurt, unde a absolvit studii de germanistică. Acolo, ea l-a întâlnit pe pictorul Jacques Germain, care studia la școala Bauhaus, și s-a căsătorit ulterior cu el.
După ce s-a întors în Montparnasse, s-a împrietenit cu Arthur Adamov, Antonin Artaud și Roger Gilbert-Lecomte. A înființat revista L'Heure nouvelle în care a publicat primele sale traduceri din opera lui Kafka. Ea a contribuit, împreună cu soțul ei, la mișcarea care avea ca scop eliberarea lui Artaud din azilul Rodez. În 1941 l-a cunoscut pe psihanalistul Michel de M'Uzan, care i-a devenit al doilea soț.
Ca traducătoare „fidelă” a lui Kafka, ea a realizat traduceri ale Jurnalului, a Corespondenței din 1902-1924, a Scrisorilor către Félice, a Pregătirilor pentru nunta de la țară etc.
Ea a fost, de asemenea, o eseistă și o cititoare avizată.

### Premii
Martha Robert a fost, potrivit spuselor sale, primul non-evreu care a fost distins cu premiul Fundației iudaismului francez. Ea a obținut, de asemenea, în anul 1977 premiul criticilor pentru Livre de lecture; în 1981 marele premiu al criticii pentru Vérité littéraire; în 1995 grand prix national des Lettres.

## Lucrări

### Eseuri
- Introduction à la lecture de Kafka[9], Éditions du Sagittaire, coll. « L'heure nouvelle », 1946
- Un homme inexprimable. Essai sur l’œuvre de Heinrich von Kleist, 1955
- Heinrich von Kleist, Paris, L'Arche, « Les Grands dramaturges », 1955
- Kafka, 1960
- L’Ancien et le nouveau, 1963
- La Révolution psychanalytique, 1964, 2 vol.
- Sur le papier : essais, éditions Grasset, 1967
- Seul comme Franz Kafka, 1969
- Roman des origines et origines du roman, 1972
- D'Œdipe à Moïse : Freud et la conscience juive, 1974
- Livre de lectures I, 1977
- Artaud vivant, et al. 1980
- La Vérité littéraire : livre de lectures II, 1981
- En haine du roman : étude sur Flaubert, 1982
- La Tyrannie de l’imprimé : livre de lectures III, 1984
- Le Puits de Babel : livre de lectures IV, 1987
- La Traversée littéraire, 1994

### Traduceri
- Așa grăit-a Zarathustra de Friedrich Nietszche, col. Club français du livre, 1958
- Kafka (texte alese), Gallimard, coll. Bibliothèque idéale, 1960
- Povești de frații Grimm, Gallimard, 1976